# Nothofagus alpina
Espèce
Classification phylogénétique
Statut de conservation UICN

 LC  : Préoccupation mineure
Le raulí ou roblí (Nothofagus alpina) (syn. Fagus alpina, F. procera, F. nervosa, Nothofagus procera, N. nervosa, N. nervosa), est un arbre à feuilles caduques natif de la forêt andine de Patagonie du sud du Chili, depuis Curicó jusque Fresia (VIe à Xe région chilienne) de 35 à 42° de latitude sud, également des zones adjacentes de Cordillère des Andes argentine. Il prospère dans des lieux à basse températures et à vents puissants.
On le trouve associé à d'autres types forestiers :
- Nothofagus obliqua (roble pellín) (40 000 hectares en province de Neuquén[1] )
- Nothofagus dombeyi (coihue)
- Aureliopsis philippiana (tepa)
- Nothofagus pumilio (lenga)
- Araucaria araucana (pehuen)

C'est un arbre caducifolié, à frondaisons épaisses, de très haute taille (jusqu'à 45 mètres de hauteur et 2 mètres de diamètre). Le tronc est rectiligne et cylindrique, l'écorce grisâtre.

## Références

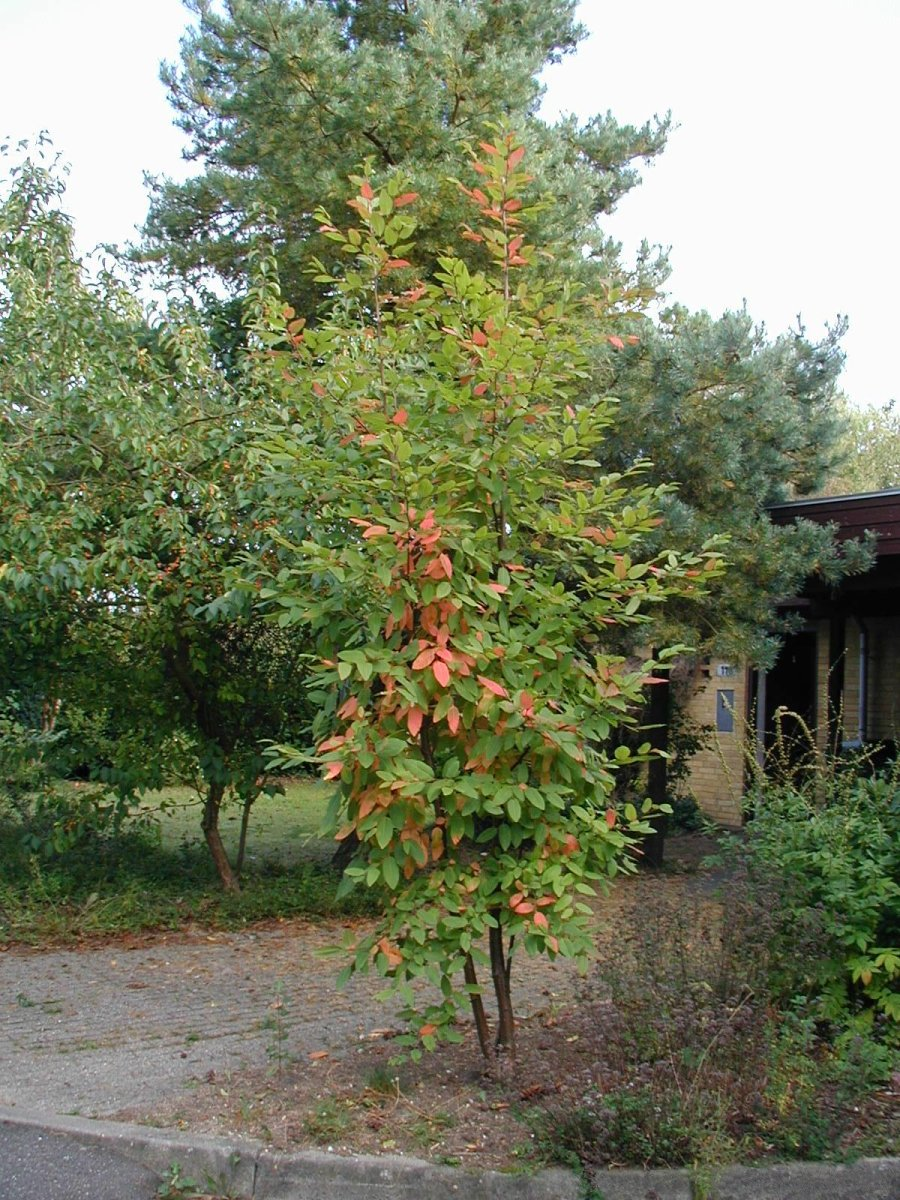
Un jeune arbre